# Lucrezia Donati

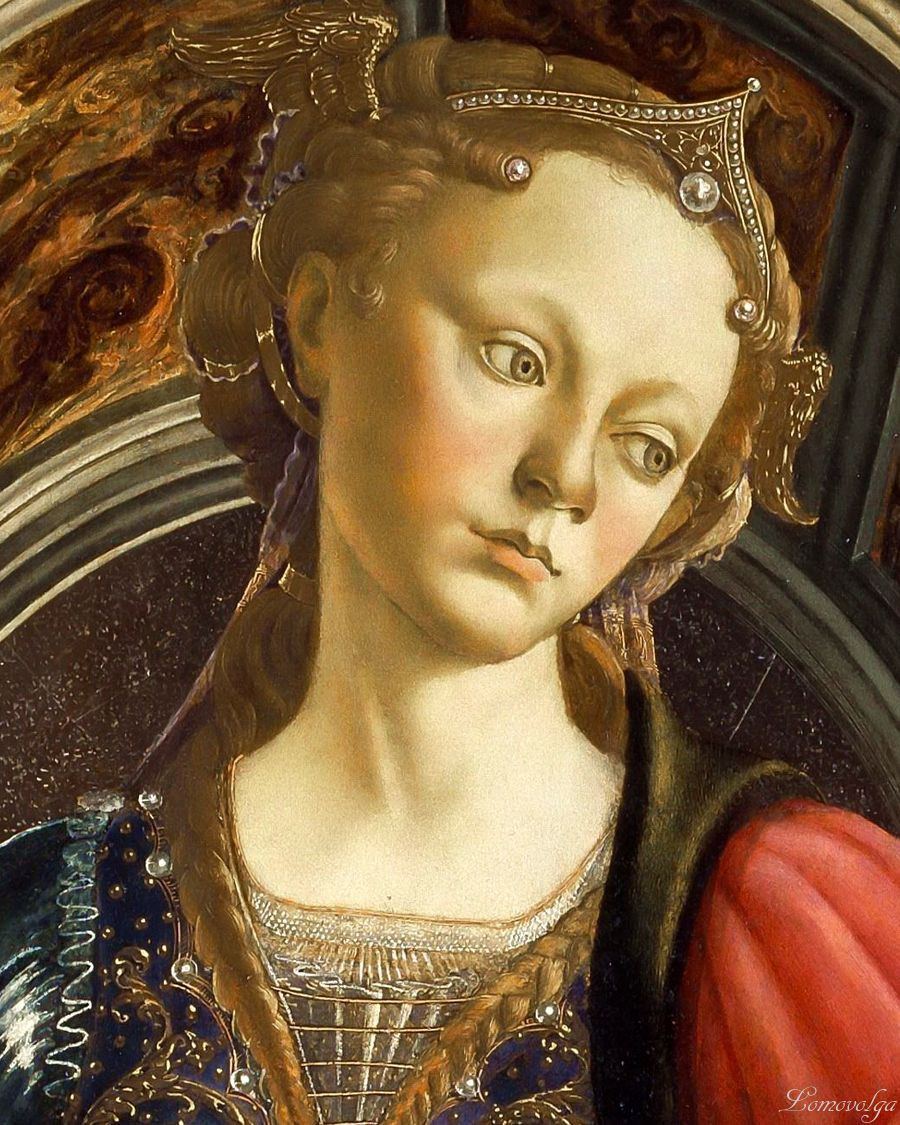
Fortezza, Sandro Botticelli, 1470 (un possibile ritratto della Donati)

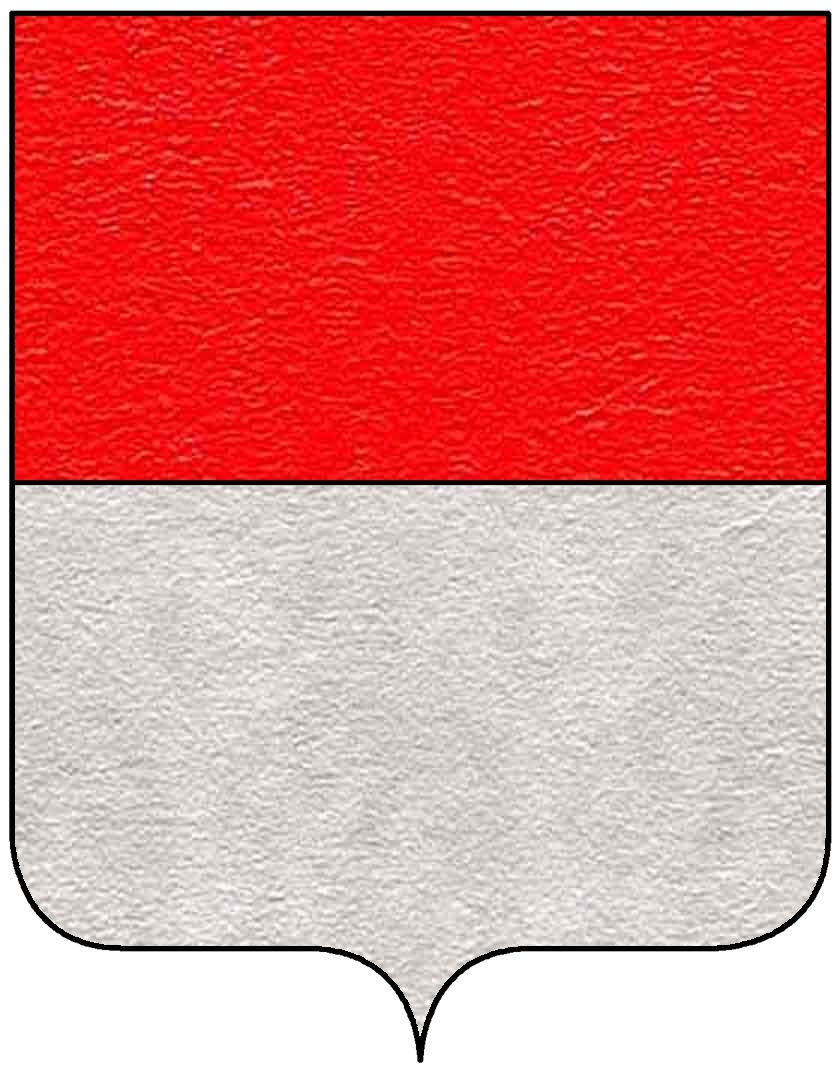
Stemma della famiglia Donati

Lucrezia Donati (Firenze, pre 1447 – Firenze, 1501) è stata una nobile italiana vissuta nel XV secolo ed amata da Lorenzo de' Medici.

## Biografia
Lucrezia, figlia minore di Manno Donati e di Caterina Bardi, era una gentildonna fiorentina bella e intelligente, nata probabilmente prima del 1447 e appartenente ad una famiglia nobile decaduta. Fu dama di Amor cortese di Lorenzo il Magnifico quando aveva circa 16 anni, un amore platonico assai intenso a quel tempo, prima che egli successivamente sposasse la nobile romana Clarice Orsini (da cui ebbe dieci figli): i versi che Lorenzo scrisse per Lucrezia sono ricordati nel poemetto Corinto.
Grazie anche all'intercessione della famiglia Medici e di Lorenzo, Lucrezia sposò il mercante fiorentino Niccolò Ardinghelli, morto in esilio nel 1496, da cui ebbe un figlio, Piero.
Morì nel 1501, a circa 54 anni, cinque anni dopo la morte del marito e nove anni dopo la morte del Magnifico. Oggigiorno, tra le ipotesi fatte per identificare la Dama col mazzolino di Verrocchio, c'è quella che raffiguri Lucrezia Donati.

## Lucrezia Donati nella cultura di massa
- Lucrezia Donati, interpretata da Laura Haddock, è una dei protagonisti della serie televisiva Da Vinci's Demons, in cui viene proposta una relazione segreta fra lei e Leonardo Da Vinci.
- Nella serie anglo-italiana I Medici Lucrezia è interpretata dall'attrice italiana Alessandra Mastronardi.